# 리오 (음악 그룹)
리오(Leo)는 대한민국의 5인조 남성 그룹이다. 멤버는 나이 순으로 리더 김태완, 김태수, 김보석, 이승준, 윤재희였다. 이름은 별자리의 하나인 사자자리에서 따왔다.
당시 급부상하던 god에 대항하기 위해 유럽풍의 댄스 그룹으로 데뷔하였다.
2001년 5월 9일 '1집 The first album'을 발매하고, R&B를 기본 바탕으로 하면서도 힙합 리듬을 도입한 미디엄 템포의 댄스곡인 '그대 천천히'를 타이틀곡으로 내세우고 당시 유행하던 립싱크 대신 라이브를 추구하는 그룹으로 한때 화제가 되었으나 흥행에는 실패하고 8개월 간의 활동 뒤 1집 앨범을 끝으로 결국 해체된다.
이중 김보석은 김지석이라는 이름으로 배우로 활동 중이다. 나머지 멤버는 연예계에서 물러난 상태다. 윤재희는 한때 논스톱이란 그룹에서 활동했다.